# Martin Vlasák
Martin Vlasák (* 1974) je český dvojnásobný vrah, který 15. května 1998 zastřelil taxikáře a pumpaře, od kterých si vzal přes 13 tisíc korun. Druhý den byl dopaden a později odsouzen na doživotí.

## Životopis

### Mládí
Vlasákův otec Karel měl problémy s alkoholem, proto se s ním jeho žena Marie rozvedla a společně se starší dcerou Monikou a synem Martinem odstěhovala do Valdic u Jičína, kde se podruhé provdala.
Paradoxem je, že otčím Martina Vlasáka pracoval jako vězeňský dozorce ve Valdicích.
Jeho dědeček byl vysoce postavený funkcionář v kolínské fabrice.
Podle svých slov se v mládí chtěl stát policistou či vstoupit do vězeňské správy, nikdy však nebyl přijat. Na tyto práce byla potřebná maturita, kterou si on neudělal. Tlak ze strany otce a poté i jeho přítelkyně. 
Začal hrát na hracích automatech, kvůli čemuž si nadělal dluhy. Dále si půjčovat peníze nehodlal, a rozhodl si je opatřit vraždou.

### Vraždy
V noci 15. května 1998 přijel Vlasák, vyzbrojen pistolí ČZ 75, do Hradce Králové. Najal si taxikáře a jezdil s ním po městě. Hledal místo, kde by mohl taxikáře zabít a oloupit. Poté Vlasák řekl taxikáři, aby jel pomalu. Tomu se to nelíbilo, a tak podivného zákazníka vysadil, čímž si zachránil život. Neměl sílu na to ho zabít, ale věděl, že peníze potřebuje, proto se rozhodl, že to zkusí na druhý pokus.
Zavolal si jiné taxi, a tentokrát byl úspěšnější. Oběť střelil jednou ranou do hlavy a vzal všechny peníze. Poté přijel k čerpací stanici Avanti, kde chtěl nechat vozidlo, ale viděl ho pumpař (svědek), proto ho zastřelil dvěma ranami do hlavy a kterého rovněž okradl.
Vlasák si tak přišel na 13 642 Kč. Po vraždách přijel Vlasák ke svému známému Emanuelu Stodolovi, kterému se s vraždami svěřil. Když Vlasák odešel, zavolal Stodola policii.

### Soud
Vlasák byl zadržen následující den v jedné z heren. Soud začal v roce 1999. Vlasák se k vraždám nikdy nepřiznal, usvědčily ho však otisky prstů, které na místech činů zanechal.
Vlasák vypověděl, že přijel za Stodolou z toho důvodu, že údajně dlouhou dobu páchal trestnou činnost, a že chtěl o něm sbírat informace a ty pak předávat policii. Stodola však Vlasákovy aktivity prokoukl, a onoho 15. května naložili Vlasáka do auta tři rusky mluvící muži se zbraní, zavázali mu oči páskou a jezdili s ním po Hradci.
Pak ho měli odvézt na jiné místo, sundat mu šátek z očí a poručit mu, aby nastoupil do automobilu a převezl ho do určené ulice. Teprve druhý den při sledování televize prý Vlasák zjistil, že ve městě se stala dvojnásobná vražda.
Auto, které měl na pokyn cizinců, bylo vozem, v němž byl zastřelen taxikář. Vlasák také zpochybnil Stodolovu výpověď a poukazoval na některé detaily případu, které podle jeho názoru nebyly dostatečně vyšetřeny a prokázány.
Přesto však byl Vlasák uznán vinným a odsouzen k doživotnímu vězení. Důvodem byla chladnokrevnost a málo pravděpodobná resocializace Vlasáka. Žalobcem byl Miroslav Antl.

### Útěk Jiřího Kajínka
Vlasák byl eskortován do věznice Mírov. Dne 20. října 2000 přišel Vlasák k bachaři s tím, že chce navštívit spoluvězně. Bachař zkontroloval igelitovou tašku, kterou měl Vlasák v rukou, a našel v ní osobní věci a čerstvé ovoce. Pustil ho do cely, kde tehdy seděl vězeň Jiří Kajínek. Oba byli přátelé a měli v cele hrát šachy. Večer se měl Vlasák vrátit na celu, kontrola však nebyla provedena. Dozorce to později odůvodnil s tím, že oba byli relativně klidní vězni a že prohlídka nebyla třeba.
Večer začali Kajínek a Vlasák přepilovávat mříže a utekli pomocí provazů vyhozených z okna a upevněných na posteli. Vlasák měl utéct spolu s Kajínkem, pravděpodobně ho však vylekala střelba, kdy dozorce začal střílet na Kajínka, a rozhodl se vrátit zpátky na celu.
V roce 2018 mohl Vlasák požádat o podmínečné propuštění.